# Fox-Wizel
Fox-Wizel Ltd. ist ein israelisches Bekleidungseinzelhandelsunternehmen. Fox-Wizel ist in 20 Ländern aktiv, hat 1047 Filialen (Stand April 2025) und produziert oder vertreibt 22 Marken. Das Unternehmen hat seinen Hauptsitz am internationalen Flughafen Ben Gurion in der Nähe von Tel Aviv. Die Aktien werden an der Börse Tel Aviv (TASE) gehandelt.
Das Unternehmen verkauft seine Produkte über eigene Geschäfte, Einzelhandelsgeschäfte, Franchise-Geschäfte, Großhändler und Onlineshops unter den Marken FOX, FOX Home, Nike, Mango, Foot Locker, American Eagle, Aerie, Terminal X, Offline by Aerie, BIllabong, Quicksilver, Yanga1, Sacks, Dream Sport, Jumbo, Sun Glass Hut, Ruby Bay, Boardriders, Shilav, Laline, The Children’s Place, Flying Tiger, Converse, Champion und Minene. Im Herbst 2008 eröffneten Fox-Filialen in Kanada. Außerdem bestand eine Filiale in München.
Fox ist außerdem zu 50 % an Laline Candles & Soaps Ltd. beteiligt.

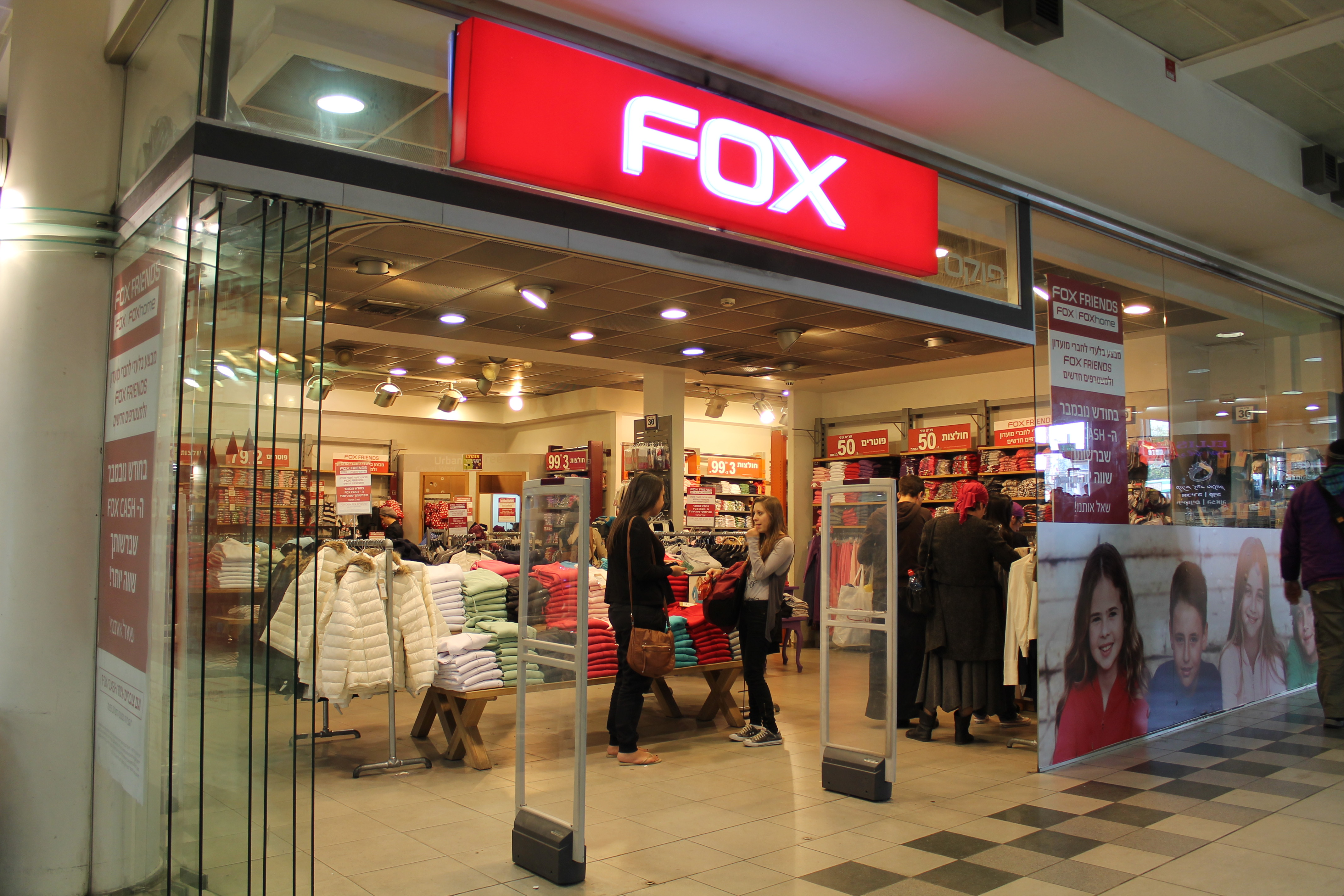
Fox Filiale

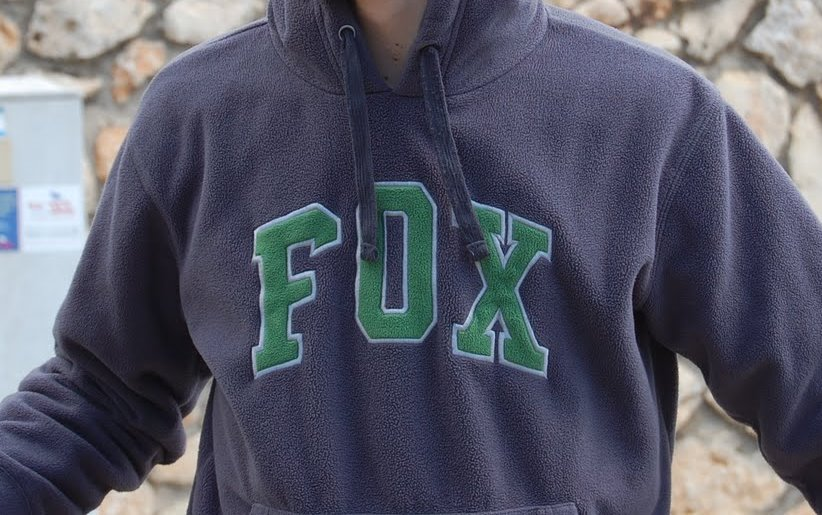
Kapuzenpullover von Fox

## Geschichte
Das Unternehmen wurde 1942 im britischen Mandatsgebiet Palästina (heute Israel) als Trico Fox Ltd. (Hebräisch: טריקו פוקס בע"מ) gegründet. Nach dem Börsengang an der TASE im Jahr 2002 wurde die Firma zu Fox-Wizel Ltd.
2008 geriet Fox in Israel in die Kritik und sah sich einem potenziellen Verbraucherboykott ausgesetzt, als das Unternehmen mit einem 300.000-Dollar-Werbevertrag das israelische Supermodel Bar Refaeli verpflichtete, das sich mit einer kurzzeitigen Ehe per Ehebefreiung der Wehrpflicht in Israel entzogen hatte. Fox reagierte darauf, indem Refaeli plante, als „Einberufungsoffizier“ der israelischen Streitkräfte zu fungieren und verletzte Soldaten zu besuchen.